# Bristol Hotel
Het Bristol Hotel is een hotel op Gibraltar. Het hotel staat naast de Cathedral of St. Mary the Crowned en naast het Gibraltar Museum. Het Bristol Hotel heeft 60 kamers, een tuin en een zwembad.